# Выборы в Европейский парламент во Франции (2014)
Выборы в Европейский парламент во Франции прошли 25 мая 2014 года. На выборах на основе пропорциональной избирательной системы были избраны 74 депутата от Франции из 763 депутатов Европарламента.
Французская делегация была увеличена с 72 до 74 депутатов в результате подписания Лиссабонского договора в 2009 году. Договор был ратифицирован Национальным собранием в том же году, однако лишь в 2011 году к делегации Европарламента было добавлено два французских депутата.

## Распределение депутатов
Распределение 72 депутатских мест Европарламента от Франции в 2014 году в целом сохранилось с предыдущих выборов 2009 года. Два дополнительных места были включены в округ Иль-де-Франс, что увеличило его представительство с 13 до 15 мандатов.
- Северо-запад — 10 депутатов
- Запад — 9 депутатов
- Восток — 9 депутатов
- Центральный массив—Центр — 5 депутатов
- Юго-запад — 10 депутатов
- Юго-восток — 13 депутатов
- Иль-де-Франс — 15 депутатов
- Заморские территории — 3 депутатов

## Опросы общественного мнения
| Партия/Коалиция | Партия/Коалиция                                    | Harris Interactive 24/05/2013 | Ifop 31/05/2013 | YouGov 12/06/2013 | CSA 12/06/2013 | Ifop 09/10/2013 | Ifop 17/01/2014 | Opinion way 14/02/2014 |
| --------------- | -------------------------------------------------- | ----------------------------- | --------------- | ----------------- | -------------- | --------------- | --------------- | ---------------------- |
|                 | Рабочая борьба                                     | 2 %                           | —               | —                 | 1 %            | —               | —               | —                      |
|                 | Новая антикапиталистическая партия                 | non testé                     | 2 %             | 2 %               | 3 %            | 2 %             | 2 %             | 4 %                    |
|                 | Левый фронт                                        | 8 %                           | 9 %             | 15 %              | 9 %            | 10 %            | 9 %             | 9 %                    |
|                 | Социалистическая партия / Радикальная левая партия | 21 %                          | 21 %            | 15 %              | 19 %           | 19 %            | 18 %            | 16 %                   |
|                 | Европа Экология Зелёные                            | 10 %                          | 7,5 %           | 7 %               | 8 %            | 6 %             | 7 %             | 9 %                    |
|                 | Демократическое движение (MoDem)                   | 6 %                           | 7 %             | 8 %               | 7 %            | 11 %            | 11 %            | 12 %                   |
|                 | Союз демократов и беспартийных                     | 8 %                           | 6,5 %           | 5 %               | 6 %            | 11 %            | 11 %            | 12 %                   |
|                 | Союз за народное движение                          | 23 %                          | 21 %            | 19 %              | 23 %           | 22 %            | 21 %            | 22 %                   |
|                 | Вставай, Республика                                | 2 %                           | 3 %             | —                 | 1 %            | 2 %             | 2,5 %           | 3 %                    |
|                 | Национальный фронт                                 | 18 %                          | 21 %            | 18 %              | 20 %           | 24 %            | 23 %            | 20 %                   |
|                 | Прочие                                             | 3 %                           | 2 %             | 11 %              | 3 %            | 4 %             | 6.5 %           | 5 %                    |
|                 | Количество опрошенных                              | 1279                          | 1869            | 1012              | 4118           | 1893            | 1894            | 2104                   |